# Controverses féministes sur le sexe
 (décembre 2012).
Si vous disposez d'ouvrages ou d'articles de référence ou si vous connaissez des sites web de qualité traitant du thème abordé ici, merci de compléter l'article en donnant les références utiles à sa vérifiabilité et en les liant à la section « Notes et références ».
Pour les articles homonymes, voir Guerre des sexes.
L'expression Feminist Sex Wars, que l'on peut traduire par guerres sexuelles féministes ou controverses féministes sur le sexe, désigne les débats et les conflits au sujet de la sexualité entre plusieurs tendances du féminisme à la fin des années 1970 et particulièrement dans les années 1980. Elle se cristallise lors de la conférence féministe consacrée aux « Politiques du sexe »au Barnad College de New York en 1982 et oppose des féministes dites « pro-sexe » qui envisagent la prostitution, aux côtés de la pornographie, comme un « travail du sexe », et les féministes dites « radicales » (abolitionniste) pour qui l’une et l’autre correspondent à un pur esclavage érotisant la domination masculine.
Le mouvement des femmes s'est sérieusement divisé sur un certain nombre de questions liées à la sexualité, notamment la pornographie, la prostitution, le sadomasochisme et la place des femmes transgenres au sein de la communauté lesbienne. Même si les guerres sexuelles féministes ont connu leur apogée dans les années 1980, les discussions se poursuivent encore de nos jours,.